# Adriana

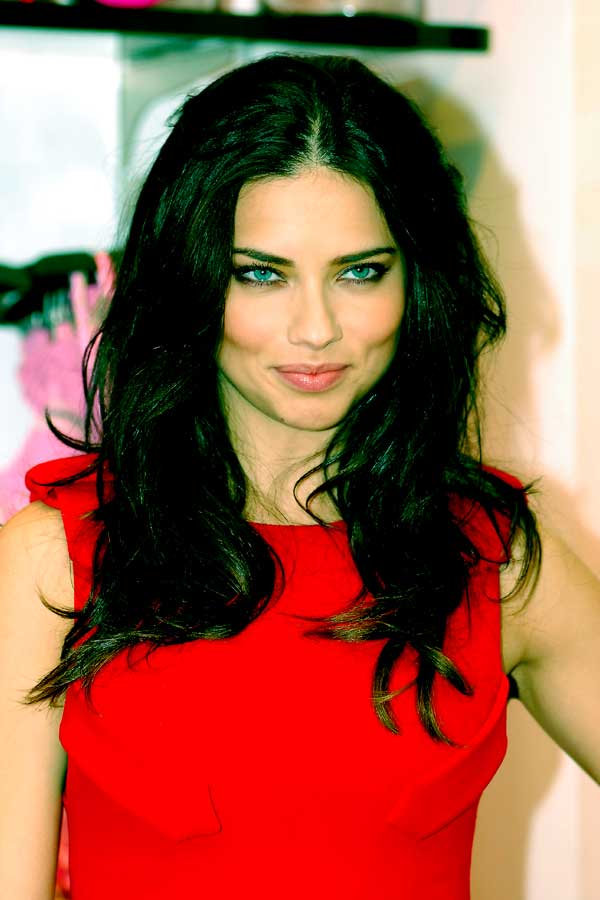
Adriana Lima

Adriana är ett latinskt kvinnonamn, ursprungligen Hadriana, som betyder en kvinna från staden Hadria. Den manliga motsvarigheten är Adrian. Adriana har funnits som namn i Sverige sedan cirka år 1500. Andra varianter av namnet är Adrianne och Adrienne.
Den 31 december 2017 var 1 571 kvinnor med förnamnet Adriana folkbokförda i Sverige, av dessa hade 1 009 namnet som tilltalsnamn. Motsvarande siffror var 32 respektive 13 för Adrianne och 305 respektive 141 för Adrienne.
Namnsdag i Sverige: 4 mars (sedan 2001). Varianten Adrienne fanns i almanackan 1986-1992 och hade då namnsdag den 4 mars tillsammans med Adrian.

Namnsdag i Finland (finlandssvenska namnlängden): saknas

## Personer med namnet Adriana
- Adriana Basile, italiensk kompositör
- Adriana Behar, brasiliansk beachvolleybollspelare
- Adriana Bittel, rumänsk författare
- Adriana Budevska, bulgarisk skådespelare
- Adriana Caselotti, italiensk-amerikansk skådespelare
- Adriana Lender, fd generaldirektör för Försäkringskassan
- Adriana Lima, brasiliansk fotomodell

### Fiktiva personer med namnet Adriana
- Adriana, huvudperson i Alberto Moravias roman Romarinnan från 1947[4]
- Adriana La Cerva, Christopher Moltisantis flickvän i TV-serien Sopranos

## Personer med namnet Adrianne
- Adrianne Curry, amerikansk fotomodell
- Adrianne Palicki, amerikansk skådespelare

## Personer med namnet Adrienne
- Prinsessan Adrienne, svensk prinsessa och hertiginna av Blekinge
- Adrienne Barbeau, amerikansk skådespelare och sångerska
- Adrienne Lecouvreur, fransk skådespelare
- Adrienne Morrison, amerikansk skådespelare
- Adrienne Rich, amerikansk poet och feminist